# H.C. Ørsted
Hans Christian Ørsted eller H.C. Ørsted (født 14. august 1777 i Rudkøbing, død 9. marts 1851 i København) var en dansk fysiker, kemiker og farmaceut. Han var bror til politikeren og juristen, Danmarks 3. statsminister (med titlen Premierminister) A.S. Ørsted. H.C. Ørsted udgav naturfilosofiske afhandlinger m.m. og stiftede Selskabet for Naturlærens Udbredelse i 1824 og Den Polytekniske Læreanstalt i 1829. Endvidere var han stifter af forløberne til Meteorologisk Institut og Patentdirektoratet. H.C. Ørsted blev i 1808 indvalgt som medlem af Det Kongelige Danske Videnskabernes Selskab, hvor han fra 1815 var sekretær (i dag generalsekretær) til sin død. Ørsted var en meget aktiv sekretær og fremlagde både egne og andres videnskabelige resultater og opfindelser på Selskabets møder.
H.C. Ørsted var en nær ven af H.C. Andersen. Ørsted er også en af den danske guldalders hovedpersoner. Ørsted bekræftede Robert Boyle og Mariottes undersøgelser af luftarters sammentrykkelighed.[kilde mangler] Han tilskrives i almindelighed opdagelsen af elektromagnetismen i 1820. Sammenhængen mellem elektricitet og magnetisme var dog allerede påvist i 1802 af Romagnosi, men den var stort set ukendt i videnskabskredse. Ørsteds opdagelse blev derimod straks anerkendt i videnskabsverdenen, og andre arbejdede videre med opdagelsen, blandt andet Faraday, der opdagede induktionen, mens Maxwell i 1873 formulerede en endegyldig teori om elektromagnetismen.
Han konstruerede et piezometer, isolerede grundstoffet aluminium for første gang. Han var også interesseret i sprog og skabte flere nye danske ord som ilt og brint.

## Parykmager som lærer
Han tilbragte sin barndom og første ungdom i Rudkøbing, til han sammen med sin et år yngre bror Anders i 1793 flyttede til København. Den undervisning, brødrene fik i hjemmet, var særpræget. En tysk parykmager, Christian Oldenborg (1720-1797), gav dem deres første undervisning. Mens parykmageren forsøgte at indgyde dem beundring for alt hvad der var tysk, søgte en anden lærer, en norsk student, at fremhæve Norge frem for Danmark. Ved deres ualmindelig store videbegær erstattede de ved udbredt selvstudier, hvad der manglede i traditionel undervisning. Hvor godt de fulgte med i tidens politiske og religiøse bevægelser, skildrer den yngre bror levende i Af mit Livs og min Tids Historie. 1794 blev de begge studenter, hvorefter de efter en kortvarig forberedelse bestod anden eksamen ved Københavns Universitet med udmærkelse i alle fag, og på grund af deres slægtskab med stifteren fik plads på Elers Kollegium.

## Tidlig interesse for kemi
Ørsted havde fra han var 12 år været elev i farens apotek; kemien interesserede ham, og han læste alt hvad han kunne få fat i om kemi. Hans studium blev derfor farmakologi, og da han i 1797 tog farmaceutisk eksamen, imponerede han censorerne ved sin modenhed og dygtighed. Samtidig med at han læste til eksamen, besvarede han med held to af universitetets prisspørgsmål: det ene af æstetisk, det andet af kemisk indhold hhv,  Hvorledes kan det prosaiske sprog fordærves ved at komme det poetiske for nær? og hvor ere grændserne imellem det poetiske og prosaiske udtryk? og Explicare originem & usum liquoris amnii sub graviditate & partu. Ligesom broren var han tidligt og stærkt påvirket af Immanuel Kant. Det ses i hans doktordisputats (1799), en latinsk afhandling (på dansk med titlen Grundtrækkene af Naturmetafysikken). Han følger her Kant næsten ord for ord og opstiller det som den kritiske filosofis fordring, at ”alle Naturlove bør udledes af vor Kendeevnes Natur”. De her nævnte og flere mindre afhandlinger fra Ørsteds ungdom vidner om en livlig, alsidig interessere, men viser endnu ikke tegn på originalitet.

## Det galvaniske element
Det, der bragte ham ind på nye baner, var Voltas opdagelse af det galvaniske element i år 1800. Samme år havde Ørsted overtaget ledelsen af Løveapoteket under ejeren, professor Ludvig Mantheys fravær. Derved fik han mulighed for selv at eksperimentere med Voltas søjle og studerede især dens kemiske effekter. For at måle disse konstruerede han i 1801 et apparat, der meget minder om Faradays voltameter (voltmeter). Han var ivrig efter at rejse for at møde udlandets store kemikere og fysikere, men samtidig søgte han et professorat i fysik, der var ledigt efter A.N. Aasheims død. Det fik han ikke, han måtte nøjes med d. 7. november 1800 at blive adjunkt ved universitetet uden løn. Under disse omstændigheder var der intet, der holdt ham hjemme, og i sommeren 1801 begyndte han sin første udenlandsrejse, finansieret af det cappelske legat på 500 rigsdaler årligt og 400 rigsdaler fra Fonden ad usus publicos. Rejsen gik til Tyskland, hvor han i Weimar traf Johann Wilhelm Ritter, som han nærede et stort ønske om at møde. Ørsteds beundring for Ritter var velfortjent, men kun delt af få i hans samtid. Ørsted knyttede straks venskab med ham, skaffede ham senere ved Franz Xaver von Baaders hjælp en stilling i München og arbejdede under sit ophold i Paris på at skaffe ham anerkendelse og udmærkelse, men uden held. Opholdet i Berlin var på mange måder interessant og lærerigt. Han kom meget i den kendte fru Henriette Herz' hus, hvor han foreviste nye elektriske forsøg og mødte mange store videnskabsmænd. Han hørte forelæsninger af Johann Gottlieb Fichte og Friedrich Schlegel og befandt sig i det hele taget her i omgivelser, der tiltalte ham.
I München mødte han grev Rumford, men satte særlig stor pris på bekendtskabet med Franz Baader, om hvem han har sagt: ”Han driver aldeles på, at den moralske og fysiske natur på det nøjeste hænge sammen, og at uden en sådan forbindelse fysikken egentlig ingen værd har. Han stemmer i denne Henseende meget med Ritter og jeg med begge”. Det er lignende tanker som Ørsted senere forsøgte at videreføre.

## Forelæsninger i Paris
I december 1801 kom han til Paris, hvor han blev et helt år. Han hørte forelæsninger af Louis Nicolas Vauquelin, Antoine François de Fourcroy, Louis Jacques Thénard og Claude Louis Berthollet over kemi, af Jacques Charles og Jean-Baptiste Biot over fysik og af Georges Cuvier over naturhistorie. Han så, at han kunne lære meget her, selv om han var forudindtaget imod det franske videnskabelige samfund, som med sin mere eksakte matematiske karakter stod i skarp kontrast til den naturfilosofiske tankegang, og selv om han tit mærkede, hvor lidt man i Paris anerkendte, hvad der blev udrettet i andre lande; han måtte finde sig i at blive spurgt, om han kendte en platindigel og om han havde set et galvanisk element. Men tiden benyttede han på bedste måde ved at høre forelæsninger, se fabrikker og søge personligt bekendtskab med de største videnskabsfolk.

## Professor i fysik
Ved sin hjemkomst i januar 1804, håbede Ørsted at blive professor i fysik, men man så skævt til ham på grund af hans interesse for naturfilosofien; dog blev han tildelt løn på 300 rigsdaler i tre år og lige så meget til eksperimenter. Han fik overladt en samling apparater, som havde tilhørt dr. Thomas Buntzen, men måtte selv leje lokale til forelæsningerne. De drejede sig mest om kemisk fysik og var så stærkt besøgte, også af kvinder, at han knap kunne skaffe plads til tilhørerne. Foruden at virke som lærer, udfoldede han i disse år en ikke ubetydelig forfattervirksomhed, mere eller mindre i naturfilosofisk retning. Specialundersøgelsen interesserede ham mindre, generelle synspunkter, endog vovelige spekulationer tiltalte ham mere. For ham var spørgsmålet ikke: "Hvilke er de enkelte syrers eller basers egenskaber?" men "Hvorfor neutraliserer syrer og baser hinanden?" eller "Hvorfor må der tilsættes noget til vandet for at opløse et metal?" Overalt, hvor der blot fandtes en antydning af en besvarelse af disse sidste spørgsmål, anede han noget betydningsfuldt. Af hans afhandlinger fra den periode skal vi fremhæve Betragtninger over Kemiens Historie, indledningsforedrag holdt i vinteren 1805-6 (Samlede og efterladte Skrifter V, 3), i hvilke Ørsteds særlige stil og tankegang for første gang træder frem. Endvidere forsøgene over klangfigurerne (Vid. Selsk. Skrifter V, 1809), som indeholder en del nye iagttagelser, navnlig omkring de støvhøje, der fremkommer, når man anvender fine pulvere til Ernst Chladnis forsøg.
Under et ophold i Berlin udarbejdede Ørsted et af sine vigtigste skrifter, Ansichten der chemischen Naturgesetze (1812). Først giver han en oversigt over de vigtigste stoffer og processer, dernæst behandles de elektriske kræfter fra et kemisk synspunkt, endelig anføres de grunde, der taler for, at alle legemer indeholder elektriske kræfter, som dog ikke træder åbenlyst frem, eftersom de holder hinanden i ligevægt. Han antager, at de elektriske kræfter udbreder sig ved svingninger, som fremkaldes ved fordeling. Eftersom svingningerne møder større eller mindre modstand, vil der opstå en tilsvarende varme. Lyset opstår ved elektriske svingninger i dårlige ledere. Også forholdet mellem elektricitet og magnetisme behandles her. Ørsted stod stort set alene med disse anskuelser, og de vandt heller ingen anerkendelse, da de jo ikke hvilte på noget almindelig anerkendt grundlag, og Ørsted selv evnede ikke at udvikle dem således, at deres betydning derigennem kunne blive forstået. Det blev først langt senere muligt at vinde betydningsfulde resultater ad denne vej; og den senere eksakte naturforskning arbejder netop ud fra disse synspunkter, og udtrykker sig med de samme ord. Men Ørsted kunne dog, da han otte år senere opdagede elektromagnetismen, henføre til, at den afgav en bekræftelse på hans naturopfattelse.

## Elektromagnetismen
Angående denne opdagelse har Ørsted selv udtalt følgende: Under en række forelæsninger, han holdt i foråret 1820, blev tanken om sammenhængen mellem elektricitet og magnetisme særlig levende hos ham; han sendte da en stærk udladning gennem en fin platintråd og så virkelig, at en magnetnål, som befandt sig i nærheden, derved kom i bevægelse.
Men det var vanskeligt for ham at forstå virkningens natur, og han udsatte derfor den nærmere undersøgelse, indtil han havde skaffet sig et kraftigt galvanisk batteri. Han genoptog forsøgene i juli måned. 21. juli 1820 udsendte han en kort latinsk beretning om forsøgene. Kun fire kvartsider stor indeholder den dog en stor mængde forsøg, som viser, at her virkelig er tale om en vekselvirkning mellem de to naturkræfter, mens legemerne, der bærer dem, og omgivelserne er uden indflydelse.
Betydningen af Ørsteds opdagelse stod straks klar for alle sagkyndige, og den blev udgangspunkt for den række opdagelser, som knyttede sig til André-Marie Ampères og François Aragos navne, og som 11 år senere afsluttedes ved Faradays opdagelse af induktionen. Og at samtiden følte, hvor meget den skyldte Ørsted, er der vidnesbyrd nok om, blandt andet også i de æresbevisninger, der vistes ham fra de forskelligste sider. Skønt det i høj grad var andre, der drog konsekvenserne af opdagelsen, skal det dog fremhæves, at Ørsted viste, at loven om aktion og reaktion finder anvendelse på elektromagnetismen; derimod lykkedes det ikke ham at påvise jordmagnetismens indflydelse på en elektrisk strøm, han sagde, at hans apparat var for svagt.
Senere fandt Ørsted ud af, at Gian Domenico Romagnosi opdagede elektromagnetismen allerede i 1802.

### Ørsteds regel, Tommelfingerreglen
Ørsteds regel – hold højre hånd med fingerspidserne i strømmens retning (plus→minus). Højre håndflade skal være mellem kompasset og ledningen. Kompassets magnetnordpol vil da slå ud til tommelfingersiden.

## Piezometer og aluminium
1818 begyndte Ørsted sine gennem mange år fortsatte undersøgelser over væskers og luftarters sammentrykkelighed; hovedresultaterne af hans med stor omhu udførte forsøg findes i Videnskabernes Selskab Afhandlinger 4. R. II. Selvom disse forsøg nu kun er af historisk interesse, blev det af ham til disse eksperimenter konstruerede piezometer et vigtigt hjælpemiddel ved den slags forskning. Af betydning for kemien blev Ørsteds fremstilling af aluminium (1825), navnlig på grund af den metode, han anvendte. På hans opfordring optog Friedrich Wöhler sagen, og fremstillede metallet i større mængder, således at dets egenskaber kunne fastslås.
Fra de sidste tyve år af Ørsteds liv findes ingen større videnskabelige arbejder fra hans hånd, men mange meddelelser, ofte af original karakter, vidner om den interesse og forståelse, hvormed han fulgte videnskabens fremgang. Derom vidner også den levende korrespondance, han førte med udlandets lærde. Det personlige forhold til disse holdt han ved lige ved gentagne udenlandsrejser, også i hans høje alder. Herunder må desuden nævnes hans ivrige deltagelse i de nordiske naturforskermøder, hvor han naturligt indtog en meget fremtrædende plads.
Ved siden af Ørsteds videnskabelige arbejde var der et omfattende arbejde med andre beslægtede sider af hans virksomhed.
Ørsted, som endelig den 18. juli 1817 blev udnævnt til professor ordinarius ved universitetet, var til stadighed interesseret i at udbrede kendskab til naturvidenskaben, også uden for de studerendes kreds. I den forbindelse udsendte han 16. oktober 1823 en opfordring til at stifte et selskab med dette formål. Selvom sagen næppe fandt den tilslutning, som Ørsted havde ventet, konstitueredes Selskabet for Naturlærens Udbredelse d. 26. marts 1824 med daværende kronprins Christian Frederik, senere kong Christian 8., som "patron". Dette selskab, som stadig eksisterer, skulle ifølge Ørsteds oprindelige idé desuden støtte industrielle virksomheder og forskning samt støtte unge, der søgte teknisk uddannelse. Ørsted blev, som naturligt var, selskabets "bestandige" direktør. Der manglede dog både menneskelige og finansielle ressourcer til at gennemføre Ørsteds plan. Dette blev dog delvis afhjulpet ved oprettelsen af den polytekniske læreanstalt. Georg Frederik Krüger Ursin indgav 1827 til kongen en ansøgning om oprettelse af en polyteknisk skole. Sagen blev forelagt universitetets til udtalelse; det i den forbindelse nedsatte udvalg, i hvilket Ørsted var sjælen, foreslog at give den påtænkte skole en mere videnskabelig karakter end oprindelig påtænkt. Efter at de store økonomiske vanskeligheder var overvundet, stiftedes læreanstalten d. 27. januar 1829. Ørsted blev dens første direktør, og ham tilskrives en stor del af den anseelse, den efterhånden vandt, og den ånd, hvori den er ledet.

## Nye ord
Ørsteds forelæsninger var stærkt prægede af hele hans personlighed og af hans fremhævning af åndens og naturens enhed; de øvede også en betydelig tiltrækning på tilhørerne. Hans oprindelige plan om at give en samlet fremstilling af naturvidenskaben blev afbrudt, da han kom ind på sine eksperimentelle arbejder; efter at han havde opdaget elektromagnetismen, udviklede denne side af videnskaben sig så stærkt og hurtigt, at det vanskelig lod sig gøre at give et samlet billede af den. Kun den mekaniske del af naturvidenskaben fik han færdiggjort, og den er udgivet flere gange i forskellig skikkelse, første gang i 1809, og senere af Carl Valentin Holten i 1859, og indeholdt udførlige indledende afsnit. I alt, hvad han skrev, var han meget opmærksom på formen og sproget – han dannede omtrent 2000 nye danske ord, af hvilke ikke få er gået over i sproget som ilt, brint, vægtfylde, rumfang, afskygning, affatter. Ordene ilt og brint diskuterede han med den førende sprogforsker Rasmus Rask via brevveksling. Rask var ikke umiddelbart begejstret og kritiserede ordene med følgende:
"Mod Il(d)t (dannet af substantivet ild) taler, at der i dansk ikke findes fortilfælde for, at et navneord dannes af et andet navneord ved at sætte –t på. Sådanne ord er enten tillægsord (her tænkes på et eksempel som Kløgt af klog) eller af udsagnsord, og de betegner en abstrakt egenskab eller virkning, ikke noget så konkret som grundstof."
"Mod Brindt (dannet af verbet brænde) taler, at en afledning af verbet betyder handling, virkning o.l. (f.eks. flugt til flygte, ridt til ride)."
Hvor stor en vægt han lagde på sproget, ses af hans indbydelse til universitetets reformationsfest i 1814, som går ud på en gennemgribende reform af de kemiske betegnelser i de nordiske og germanske sprog. Han bragte også sagen på bane ved naturforskermødet i Gøteborg 1839. I 9. bind af hans Samlede Skrifter finder man en interessant fremstilling af hans tanker om sprogets forædling og af de fordanskninger, han har bidraget til.
Andre ord han indførte er autoritetstro, brugskunst, klangbund, mindretal, sammendrag og tidevand.
Ørsted blev 1808 medlem af Videnskabernes Selskab; 1815 valgte selskabet ham til sekretær. Da han 7. november 1850 kunne fejre sit 50 års jubilæum som universitetslærer, hædredes han på mange måder af sine medborgere. En deputation indbød ham til at følge med den ud til Fasangården, som blev overladt ham på livstid. Der hyldedes han i sang og tale af Johan Ludvig Heiberg og Johan Georg Forchhammer; universitetets rektor, professor Sophus August Vilhelm Stein, overrakte ham en doktorring besat med diamanter, kongen havde udnævnt ham til geheimekonferensråd, ældre og yngre elever bragte ham deres hyldest og tak, mens Studenterforeningen optog ham som æresmedlem og afholdt et fakkeltog til ære for ham om aftenen. Dengang syntes hans åndelige og legemlige kraft og sundhed at love ham en høj alderdom, men det gik anderledes. Kun få måneder efter, d. 9. maj 1851, døde han efter få dages sygdom. 1876 afsløredes en statue af ham i Ørstedsparken i København.

## Familieforhold
H.C. Ørsted blev d. 17. maj 1814 gift med Inger Birgitte Ballum (28. marts 1789 – 3. november 1875), datter af pastor N.R.B. i Kjeldby på Møn. Hun havde tidligt mistet sin far; da de blev forlovet, var hun i huset hos Ørsteds far, som var flyttet til Roskilde. Han levede med hende i et lykkeligt ægteskab til sin død. Hun skildres som en lys og livsglad natur, der med stor dygtighed og selvstændighed styrede sit hus. De havde syv børn, tre sønner og fire døtre. Af sønnerne var Albert Nicolai (17. juli 1829 – 10. juni 1900) i en årrække inspektør ved Polyteknisk Læreanstalt. Af døtrene blev den ældste, Karen, gift med professor E.A. Scharling, den tredje, Sophie Vilhelmine Bertha, med stiftamtmand Dahlstrøm. Den yngste, Mathilde Elisabeth, udgav en samling af faderens efterladte breve og optegnelser, et meget interessant værk med værdifulde oplysninger om Ørsteds liv og om hans forhold til mange berømte mænd og kvinder.

## Ørsteds verdensopfattelse
Ligesom sin bror havde H.C. Ørsted en varm interesse for alle livets sider. Hans studie af naturen var derfor ikke kun indskrænket til fordybelsen i konkrete enkeltsager; men ligesom han med forkærlighed dvælede ved de store almene spørgsmål, udvidede hans granskning sig efterhånden uvilkårlig til at skabe en hel naturfilosofi, eller endda et helt tilværelsessystem, hvori intet væsentligt var oversprunget. Hele hans tidsånd havde retning mod det altomfattende; den romantiske naturfilosofi havde vundet indpas i Tyskland, og i hans tidlige arbejde var Ørsted også til dels blevet tiltrukket af denne retning. Men det gik med ham som med Adam Oehlenschläger og F.C. Sibbern: der var for meget sandhed og sundhed i det danske samfund allerede dengang, til at retningen med alle dens udskejelser kunne vinde indpas her. Ørsted blev aldrig naturfilosof i tysk forstand, men lærte hurtigt at skelne mellem, hvor langt tanken virkelig kunne føre os, og hvor den subjektive fantasi begyndte. Han fremhævede konstant med stor bestemthed, at vi altid måtte begynde med iagttagelse og forsøg og om muligt også helst efterprøve de følgende resultater på samme måde, før det kunne afgøres som faktum.
Det var den excentriske tyske forsker Ritter, der delagtiggjorde Ørsted i den naturanskuelse, at naturkræfterne ikke er adskilte og særprægede enheder knyttede til enkeltstående fænomener, men at de tværtimod tilsammen udgør en afrundet helhed, fordi de alle i sidste ende hidrører fra samme skabende kraft. Naturens enhed er ikke som et mekanisk system, men som en levende organisme, der på mangfoldig vis er forbundet med den menneskelige virksomhed. Mennesket selv er et væsen fra naturen og underkastet dens love, blot med den forskel, at mennesket har bevidsthed herom.

### Ånden i naturen
På denne måde udformede Ørsted sig efterhånden den totale verdensopfattelse, han formulerede i skrifter, som for en dels vedkommende samlede i Aanden i Naturen (1850), flere afhandlinger om det skønne osv. Det solide naturvidenskabelige grundlag, hvorfra han gik ud, og den omhyggelige tænkning, hvormed han arbejdede sig videre frem, bestandig standsende i tide, gør, at hele hans system endnu den dag i dag i alle væsentlige træk må erkendes for rigtigt, omend en nyere tid end hist og her ville bruge andre udtryk.

#### Det Aandelige i det Legemlige
I afhandlingen Det åndelige i det legemlige viste han, hvorledes det legemlige i sig selv er det forgængelige og omskiftelige, medens det væsentlige i det er de love, hvorefter alle dets virkninger foregå. Da vi ad tankens vej kunne finde en mængde af disse love, kunne de også kaldes fornuftlove eller naturtanker. De er ikke blot tænkte af os; men de have realitet naturen som virkende kræfter. Hele tilværelsen er således et fornuftrige, værk og åbenbaring af den levende alfornuft, Guddommen.

#### Naturlovenes universalitet
I andre afhandlinger i Aanden i Naturen påviste Ørsted hvorledes, de sjælelige grundevner væsentlig må være de samme overalt i tilværelsen. En beboer på Jupiter må komme til den samme naturopfattelse som jordbeboeren. Også skønhedslovene og de moralske love må væsentlig være ens i hele universet. Om det skønnes væsen handlede adskillige af Ørsteds større og mindre afhandlinger. Han var i grundtrækkene enig med Kant; men hans naturvidenskabelige indsigter gjorde ham det muligt på flere områder at føre teorien videre og anvende den indgående på forskellige konkrete tilfælde, hvorved han gav grundlaget for en virkelig æstetik, der ikke som så mange forfatteres indskrænker sig til blot at være en række lyrisk-subjektive formeninger om det behandlede digterværk, maleri eller deslige, men tværtimod gav en virkelig objektiv analyse af skønhedsfølelsens opståen.

#### Etikken
Også samtlige grundtræk af en etik og en religionsfilosofi vil man finde i hans afhandlinger. Det er vor etiske opgave at få vor vilje og vort liv til at stemme med den evige fornuft. Han tilskriver mennesket en begrænset frihed, men mener ikke, at guddommen af den grund nogensinde behøver at gribe vilkårlig ind i verdensløbet. Denne ytring førte ham til en interessant strid med biskop Jacob Peter Mynster (Aanden i Naturen, 2. del), ligesom han af og til på andre punkter måtte forsvare sine religiøse anskuelser over for samtidens teologi.

## H.C. Ørsted om naturvidenskab, vantro og overtro
Blandt Ørsteds afhandlinger er "Overtro og Vantro i deres forhold til Naturvidenskaben". Ørsted indledte her med at give sin definition på begreberne overtro og vantro:
"Ingen vil beskylde den for Overtro, der har fæstet Lid til endeel falske Efterretninger, som i sig selv ingen Urimelighed indeholde; man vil blot kalde ham lettroende. ...Den derimod, som indbilder sig, at Noget kan virke i Naturen anderledes end efter dens Love, ham kalde vi overtroisk."
Han udviklede dette med denne betragtning:
"...Naturlovene ere evige Fornuftslove; at kjende dem er at kjende Naturens uendelige Fornuftssammenhæng, er at kjende den Fornuft, som gjennemtrænger og behesker hele Tilværelsen, den legemlige som den aandelige. Naturvidenskaben stemmer fuldkomment sammen med Religionen, som lærer, at Alt er frembragt, frembringes og beherskes af den guddommelige Villie..."
Om vantroen sagde han:
"Denne er et Hang til at forkaste al den umiddelbare Vished, der ikke hidrører fra de sandselige Indtryk, og til ikkun at bygge al sin Overbeviisning paa disse og paa Forstandens Udsagn."
Efter en nøjere udredning af både vantroens og overtroens svagheder sluttede Ørsted med følgende pragtfulde sammenfatning:
"...Vantroen bestaar i et Hang til at forkaste det, som Mennesker pleier at antage om aandelige Ting, forsaavidt man kun tilegner sig dette ved en umiddelbar, indre Sands, og ikke beviser det ved Tænkningen; den opstaaer i Anledning af de Talrige Tilfælde, hvor Videnskabens Opdagelser gjendrive de Meninger, man uden Undersøgelser havde antaget. Vel gjendrives ligeledes i Undersøgelsernes Løb mange Meninger, hvortil man var kommen ved tidligere Undersøgelser; men her er det Tænkningen, som selv retter sine Vildfarelser, ei at tale om, at det i en lang Række af Menneskealdere især blive Overtroens Vildfarelser, Tænkningen faaer rette. Det er naturlig, at dette avler Tvivl mod den hele Kundskabsart, som saa hyppigt gribes i Vildfarelse; Tvivlen gaaer let over i Mistro. Mistroen hos Mange til et overvættes Hang til at forkaste; hertil kommer en forhøiet Følelse af Tænkningens Magt, som i sig selv er en saa herlig Følelse, men hos Mange udarter til Overmod. Den Frihedsfølelse, som opstaaer ved saa mangfoldige Befrielser fra Naturtvang, udarter ikke mindre hos Andre til en vild Frihedslyst, der foragter enhver Skranke; alt efter disse Udartningers Grader udspringer heraf en Forkastelse af al Religion, en indbildt Viisdom, som troer at kunne hæve sig over Dyds- og Pligtbegreberne, endskøndt man ret gjerne seer, at andre svagere Aander rette sig derefter; at Poesien ikke blomstrer ved en saadan Opfatningsmaade, seer man let. Vantroens Tilhængere bestyrkes ofte meget i deres Vildfarelse ved den Uforstand, som Overtroens Venner sætte imod dem: denne gaaer let over til Forfølgelse, som giver Vildfarelsen en vis høi Værdighedsfølelse, baade derved, at Forstanden maa foragte al Vold, som vil træde i stedet for Overbeviisningsmidler, og ved den Bevidsthed at lide for Sandheden. Der gives et vist Udviklingsstade, hvori det tillige er de mest høitbegavede Aander, som kraftigt ivre mod Overtroen, og derved let lade sig henrive til visse Yderligheder, der vel ikke selv ere Vantroens Værk, men let give Anledning til, at saadanne Mænd i Tidernes Forvirring og under Partikampene synes at staae paa Vantroens Side; men forsaavidt Vantroen faaer Overvægt i en Tidsalder, gaaer denne sin fordærvelse imøde: Sædeligheden undergraves, og ringeagtes siden: Alle de hemmelige Baand, som sammenholde Familien og Statssamfundet, opløses. Alt Helligt forhaanes: Vantroen faaer selv sin Forfølgelsesaand, som Overtroen havde sin; men denne Tilstand bærer Spiren til sin Undergang i sig selv; dersom de aandelige Kræfter ikke formaae at hæve den, endes den ved store Omvæltninger og Gjenfødelser af Samfundet, hvilke, som bekjendt, medføre saadanne Fødselsveer, at de kunne betragtes som uhyre Straffedomme over Udartningerne.
Det forstaaer sig, at hverken Vantroen eller Overtroen i nogen Tidsalder vinder et et udelukkende Herredømme. Den vort Væsen iboende Fornuft i Forening med hele Omverdenens belærende Indvirkbning paa os udretter, at Fleerheden af Menneskene ikke ganske hengive sig til nogen af de to Eensidigheder, omendskjøndt ikkun Faa ere istand til fuldkomment at holde sig frie for dem. der er saaledes ved en høiere Naturindretning sørget for, at det Onde ikke faaer uindskrænket Overmagt; men at der levnes Spirer til ny og ædlere Udviklinger, selv naar et Onde er voxet til en saadan Magt, at store Omvæltninger ere fornødne."
Om "Naturvidenskabens Virkemaade mod Overtroen" siger Ørsted rammende, at den:
"først virker ved at tilintetgjøre overtroiske Indbildninger, dernæst ved at fremkalde en Vane til at drage mangen overtroisk Mening i Tvivl, fremdeles ved at vise en stor Deel af Naturvirkninger som ordnede efter Love, senere ved at vise disse Loves Eenhed, Sammenhæng og uindskrænkede Omfang, endelig ved at vise deres Nødvendighed, og at denne er en Fornuftsnødvendighed, en uforanderlig Guddomsvillie."
Han sluttede afsnittet med følgende altsigende slutning:
"Saaledes udelukker da den sande Naturvidenskab saavel Vantroen som Overtroen."

### Betydning
Hvad der giver Ørsteds filosofiske frembringelser deres store betydning, er ikke blot dette, at vi her har udtalelser af en mand, der forbandt en overordentlig klar og skarp, ved naturvidenskabelige sysler trænet tænkning med det reneste og ædleste sind og en for alle livets forhold åben sans og varm interesse; men hertil kommer endnu, at forfatteren levede netop på overgangstiden mellem den såkaldte rationalistiske og den romantiske periode, påvirket af begge, men, som det synes, nærmest forenende begge perioders gode sider i sig uden i nævneværdig grad at være smittet af nogen af de to retningers ensidigheder. Der vil derfor sikkert komme tider, da hans afhandlinger, som for øjeblikket næppe have nogen udstrakt læsekreds, atter ville tiltrække sig den opmærksomhed, de i så høj grad fortjene.
Og dette af endnu en grund. Thi ligesom forfatteren vedholdende syslede med studiet af det skønne, således nærede han også den varmeste interesse for kunst og poesi. Han skrev derfor ikke blot selv digte og æstetiske recensioner; men han interesserede sig tillige i overordentlig grad for et rent og smukt sprog og en smuk fremstillingsform, og ligesom han med udpræget smag og dygtighed virkede som sprogrenser, således er også alle hans afhandlinger sande mønstre på ypperlig sprogbehandling. Her er ingen uklare kunstord og ingen tilslørende blomstertale. Selv de vanskeligste spørgsmål er her behandlede i så rammende jævne og naturlige udtryk, at den opmærksomme læser uden særlige forudsætninger føres til forståelse uden at ane, at det alene er forfatterens mesterlige fremstillingskunst, der har gjort det hele let som en leg.

## Hæder
Ørsted blev Ridder af Dannebrog 1815, Dannebrogsmand 1824, Kommandør af Dannebrog 1836 og modtog Storkorset i 1847.
Ørstedsparken i København er opkaldt efter H.C Ørsted og hans bror A.S. Ørsted i forening. I parken er opstillet et monument for H.C. Ørsted udført af Jens Adolf Jerichau.
I hans fødeby Rudkøbing blev der opstillet en statue af ham på Gåsetorvet i 1920 udført af Vilhelm Bissen.
Fra 1962 til 1974 havde den danske 100-kroneseddel et portræt af H.C. Ørsted og et kompas med en ledning omkring på forsiden.
H.C. Ørsted Gymnasiet, der består af tre afdelinger i Ballerup, Frederiksberg og Kongens Lyngby, er navngivet efter Ørsted. Gymnasiet blev dannet i 2015 efter sammlægningen af Ballerup Tekniske Gymnasium, Frederiksberg Tekniske Gymnasium og Lyngby Tekniske Gymnasium.